# Literaturjahr 1935
Liste der Literaturjahre

◄◄ | ◄ | 1931 | 1932 | 1933 | 1934 | Literaturjahr 1935 | 1936 | 1937 | 1938 | 1939 | ► | ►►

Weitere Ereignisse

## Ereignisse

### Prosa

#### Deutschsprachige Werke
- Erich Kästner veröffentlicht den Roman Die verschwundene Miniatur.
- Die Blendung, der Erstlingsroman von Elias Canetti, erscheint im Druck.
- Von Arnold Zweig erscheint der Roman Erziehung vor Verdun.
- Von Ernst Glaeser erscheint der Roman Der letzte Zivilist.
- Karl Heinrich Waggerl veröffentlicht seinen letzten Roman Mütter. Danach wendet er sich kürzeren Erzählformen zu.

#### Englischsprachige Werke
- Agatha Christie veröffentlicht den Kriminalroman Tod in den Wolken (Death in the Clouds).
- John Steinbeck veröffentlicht den Schelmenroman Tortilla Flat, mit dem er seinen ersten literarischen Erfolg erzielt.
- Der britische Schriftsteller Christopher Isherwood veröffentlicht den Roman Mr. Norris steigt um (Mr Norris Changes Trains).
- Dorothy L. Sayers veröffentlicht ihren bedeutendsten Kriminalroman Aufruhr in Oxford (Gaudy Night), mit Lord Peter Wimsey als Ermittler.
- Die Britin Georgette Heyer begründet mit ihrem Liebes- und Kriminalroman Regency Buck das Genre der Regency Romance.
- Die britisch-australische Autorin veröffentlicht den zweiten Teil ihrer Mary Poppins-Romanreihe Mary Poppins Comes Back (Mary Poppins kommt wieder).

#### Weitere Sprachen
- Von Ilja Ehrenburg erscheint der Entwicklungsroman Ohne Atempause.
- Von dem estnischen Schriftsteller August Gailit erscheint der Roman Isade maa.
- Von Sándor Márai erscheint der Roman Die Nacht vor der Scheidung.
- Der Argentinier Jorge Luis Borges veröffentlicht die Anthologie Historia universal de la infamia.

### Drama
- 15. Juni: Das Versdrama Murder in the Cathedral (Mord im Dom) von T. S. Eliot hat seine Uraufführung beim Canterbury Festival. Es hat die letzten Tage des Erzbischofs von Canterbury Thomas Becket vom 2. Dezember 1170 bis zu seiner Ermordung durch Ritter Heinrichs II. von England am 29. Dezember 1170 zum Thema.
- 21. November: Das Theaterstück La Guerre de Troie n'aura pas lieu (Der trojanische Krieg findet nicht statt) von Jean Giraudoux hat unter dem Eindruck der wachsenden Kriegsgefahr in Europa seine Uraufführung am Théâtre de l'Athénée in Paris.

### Periodika

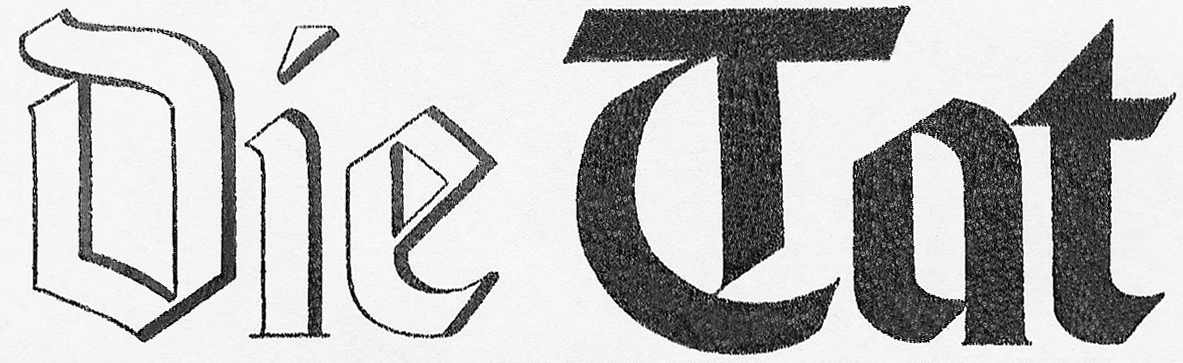
Logo

- 12. November: Die erste Ausgabe der sozial-liberalen Schweizer Wochenzeitung Die Tat, Wochenpost der sieben Unabhängigen erscheint. Herausgeberin ist die Migros-Genossenschaft unter ihrem Gründer Gottlieb Duttweiler.

### Religion
- 20. Dezember: Die von Papst Pius XI. herausgegebene Enzyklika Ad catholici sacerdotii gilt als Grundsatzwerk für Priesterausbildung und Priesteramt in der römisch-katholischen Kirche.

### Sonstiges
- 10. Mai: Das politisch-literarische Kabarett Die Katakombe in Berlin wird auf Betreiben Joseph Goebbels’ von der Gestapogeschlossen. Der Betreiber Werner Finck wird vorübergehend im KZ Esterwegen interniert.
- Die im Rahmen des New Deal am 6. Mai geschaffene Works Progress Administration ruft das Federal Writers’ Project ins Leben. Die im FWP angestellten Akademiker – unter anderem Schriftsteller, Historiker, Geographen, Anthropologen und Fotografen – werden mit der Aufgabe betraut, die Geschichte und Kultur der amerikanischen Nation für die Nachwelt zu dokumentieren. In bundesstaatlich organisierten Redaktionen erstellen sie zum einen die heute berühmte American Guide Series, Reiseführer für jeden der damals 48 amerikanischen Bundesstaaten sowie zu den Territorien Alaska und Puerto Rico, zudem auch Monographien zu einzelnen Städten.
- Der Verleger Allen Lane gründet den Verlag Penguin Books. Am 30. Juli kommen die ersten zehn Titel im Taschenbuchformat auf den Markt.

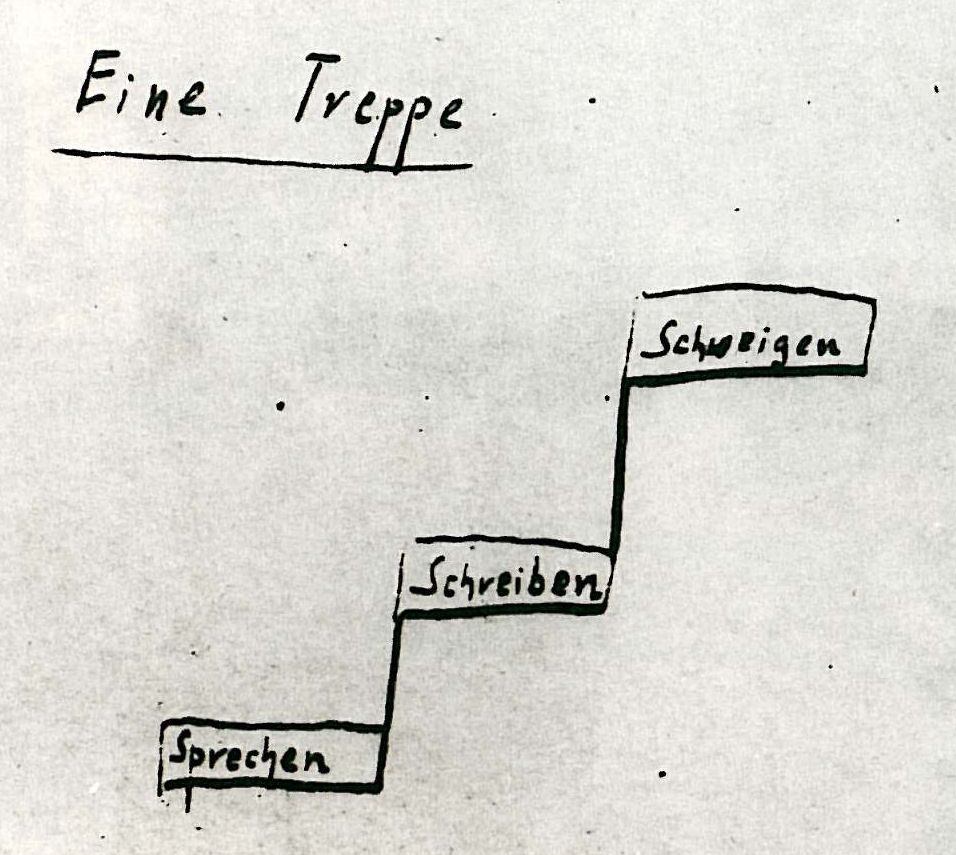
Tucholskys letzter Eintrag in sein Sudelbuch, 1935

- Kurt Tucholsky verfasst den letzten Eintrag in seinem Sudelbuch. Am 21. Dezember wird er nach einer Überdosis Schlaftabletten tot aufgefunden. Ob es sich um Suizid oder eine versehentliche Überdosierung handelt, ist bis heute ungeklärt.

### Literaturpreise
- Newbery Medal: Dobry von Monica Shannon
- Nobelpreis für Literatur: nicht verliehen
- Pulitzer-Preis/Dichtung: Bright Ambush von Audrey Wurdemann
- Pulitzer-Preis/Roman: Now in November von Josephine Winslow Johnson
- Pulitzer-Preis/Theater: The Old Maid von Zoë Akins
- William-Dean-Howells-Medaille: The Good Earth von Pearl S. Buck

## Geboren

### Erstes Halbjahr
- 02. Januar: David McKee, britischer Kinderbuchautor und Illustrator († 2022)
- 03. Januar: Renate Rasp, deutsche Schriftstellerin († 2015)
- 05. Januar: Forugh Farrochzad, iranische Dichterin und Filmregisseurin († 1967)
- 07. Januar: Margret Steenfatt, deutsche Schriftstellerin († 2021)
- 09. Januar: Jürgen Ploog, deutscher Schriftsteller und Publizist († 2020)
- 16. Januar: Inger Christensen, dänische Schriftstellerin († 2009)
- 23. Januar: Marlene Stenten, deutsche Schriftstellerin († 2019)
- 27. Januar: D. M. Thomas, britischer Schriftsteller († 2023)
- 28. Januar: David Lodge, britischer Schriftsteller und Literaturwissenschaftler († 2025)
- 30. Januar: Richard Brautigan, US-amerikanischer Schriftsteller († 1984)
- 31. Januar: Kenzaburō Ōe, japanischer Schriftsteller und Nobelpreisträger († 2023)

- 01. Februar: Dieter Kühn, deutscher Schriftsteller († 2015)
- 05. Februar: Sandra Paretti, deutsche Schriftstellerin († 1994)
- 06. Februar: Bruno Hillebrand, deutscher Literaturwissenschaftler, Dichter und Schriftsteller († 2016)
- 07. Februar: Heinz Czechowski, deutscher Lyriker und Schriftsteller († 2009)
- 10. Februar: Mihály Vajda, ungarischer Philosoph und Germanist († 2023)
- 14. Februar: Ann Ladiges, deutsche Jugendbuchautorin († 2019)
- 27. Februar: Margarete Jehn, deutsche Schriftstellerin und Liedermacherin († 2021)

- 01. März: Ernest Bryll, polnischer Dichter, Schriftsteller und Essayist († 2024)
- 24. März: Joachim Dyck, deutscher Literaturwissenschaftler, Benn-Forscher († 2021)
- 27. März: Abelardo Castillo, argentinischer Schriftsteller († 2017)

- 01. April: Gerhard Kerfin, deutscher Lyriker und Schriftsteller († 2016)
- 01. April: Fernando del Paso, mexikanischer Schriftsteller und Dichter († 2018)
- 01. April: Josef Topol, tschechischer Schriftsteller, Dramatiker und Übersetzer († 2015)
- 06. April: J. P. Clark, nigerianischer Lyriker, Dramatiker und Essayist († 2020)
- 08. April: Wolfgang Fietkau, deutscher Autor und Verleger († 2014)
- 14. April: Erich von Däniken, Schweizer Schriftsteller
- 16. April: Sarah Kirsch, deutsche Schriftstellerin († 2013)
- 20. April: Irmela Brender, deutsche Schriftstellerin und Übersetzerin († 2017)

- 08. Mai: Klaus Bernarding, deutscher Schriftsteller († 2022)
- 13. Mai: Taku Miki, japanischer Schriftsteller, Lyriker und Essayist († 2023)
- 16. Mai: Stein Mehren, norwegischer Schriftsteller, Lyriker, Dramatiker und Essayist († 2017)
- 19. Mai: Fritz Rudolf Fries, deutscher Schriftsteller und Übersetzer († 2014)
- 29. Mai: André Brink, südafrikanischer Schriftsteller und Übersetzer († 2015)

- 06. Juni: Joy Kogawa, kanadische Schriftstellerin
- 12. Juni: Christoph Meckel, deutscher Schriftsteller und Grafiker († 2020)
- 12. Juni: Bania Mahamadou Say, nigrischer Autor († 2005)
- 14. Juni: Dieter Forte, deutscher Schriftsteller († 2019)
- 21. Juni: Françoise Sagan, französische Schriftstellerin († 2004)
- 25. Juni: Larry Kramer, US-amerikanischer Autor und Dramatiker († 2020)
- 25. Juni: Fran Ross, US-amerikanische Schriftstellerin († 1985)
- 30. Juni: Regula Renschler, Schweizer Autorin, Publizistin und Übersetzerin

### Zweites Halbjahr
- 02. Juli: Nanni Balestrini, italienischer Dichter und Schriftsteller († 2019)
- 13. Juli: Monique Wittig, französische Schriftstellerin und Essayistin († 2003)
- 15. Juli: Mohamed Choukri, marokkanischer Schriftsteller († 2003)
- 24. Juli: Aaron Elkins, US-amerikanischer Kriminalschriftsteller und Anthropologe

- 12. August: Karl Mickel, deutscher Schriftsteller († 2000)
- 14. August: Antón Arrufat, kubanischer Dramaturg und Schriftsteller († 2023)
- 15. August: Régine Deforges, französische Schriftstellerin und Verlegerin († 2014)
- 21. August: Mart Crowley, US-amerikanischer Dramatiker († 2020)
- 21. August: Ali Mitgutsch, deutscher Bilderbuchautor und Illustrator († 2022)
- 22. August: Annie Proulx, US-amerikanische Schriftstellerin und Journalistin

- 09. September: Dieter Höss, deutscher Schriftsteller († 2020)
- 17. September: Ken Kesey, US-amerikanischer Schriftsteller († 2001)
- 25. September: Maj Sjöwall, schwedische Schriftstellerin und Übersetzerin († 2020)
- 28. September: Simon Leys, belgischer Essayist und Übersetzer († 2014)

- 02. Oktober: Paul Goma, rumänischer Schriftsteller († 2020)
- 05. Oktober: Oswald Wiener, österreichisch-kanadischer Schriftsteller, Kybernetiker, Sprachtheoretiker und Gastronom († 2021)
- 07. Oktober: Thomas Keneally, australischer Schriftsteller
- 24. Oktober: Véra Kundera, tschechisch-französische Hörfunk- und Fernsehredakteurin sowie Literaturagentin († 2024)

- 01. November: Edward Said, palästinensisch-US-amerikanischer Literaturtheoretiker und Kritiker († 2003)
- 05. November: Christopher Wood, britischer Roman- und Drehbuchautor († 2015)
- 10. November: Peter Heisch, Schweizer Schriftsteller und Satiriker († 2019)
- 18. November: Rudolf Bahro, deutscher Philosoph († 1997)
- 25. November: Joseph Zoderer, Schriftsteller aus Südtirol († 2022)

- 06. Dezember: Hischam Djait, tunesischer Essayist († 2021)
- 13. Dezember: Alekos Fassianos, griechischer Maler, Schriftsteller und Dichter († 2022)
- 14. Dezember: Arvo Valton, estnischer Schriftsteller († 2024)
- 21. Dezember: Juergen Seuss, deutscher Buchgestalter, Verleger und Autor († 2023)
- 25. Dezember: Anne Roiphe, US-amerikanische Schriftstellerin

## Gestorben
- 16. Januar: Wilhelm Schulze, deutscher Altphilologe und Indogermanist (* 1863)
- 28. Januar: Tsubouchi Shōyō, japanischer Dramatiker, Erzähler und Übersetzer (* 1859)

- 23. Februar: Emma Adler, österreichische Journalistin und Schriftstellerin (* 1858)

- 04. März: Silvia Andrea, Schweizer Schriftstellerin (* 1840)
- 26. März: Yosano Tekkan, japanischer Lyriker und Literaturkritiker (* 1873)

- 01. April: Dora Fabian, deutsche Sozialistin und Journalistin (* 1901)
- 03. April: Johanna Huber, deutsche Lehrerin, Kindergärtnerin, Fach- sowie Kinderliteraturschriftstellerin (* 1869)
- 06. April: Edwin Arlington Robinson, US-amerikanischer Dichter (* 1869)
- 10. April: Rosa Campbell Praed, australische Schriftstellerin (* 1851)
- 11. April: Anna Katharine Rohlfs, US-amerikanische Schriftstellerin (* 1846)

- 08. Mai: Emil Ertl, österreichischer Dichter und Schriftsteller (* 1860)

- 25. Juni: Erich Schultz-Ewerth, deutscher Kolonialbeamter und Schriftsteller (* 1870)
- 29. Juni: Hayashi Fubō, japanischer Schriftsteller (* 1900)

- 08. Juli: Ignát Herrmann, tschechischer Schriftsteller, Humorist und Redakteur (* 1854)
- 16. Juli: Karl Dieterich, deutscher Sprachwissenschaftler und Literaturhistoriker (* 1869)

- 17. August: Charlotte Perkins Gilman, US-amerikanische Schriftstellerin (* 1860)
- 30. August: Henri Barbusse, französischer Journalist und Novellist (* 1873)

- 26. September: Andy Adams, US-amerikanischer Schriftsteller (* 1859)
- 30. September: Rudolf Presber, deutscher Schriftsteller und Journalist (* 1868)

- 01. Oktober: Wladimir Giljarowski, russischer Publizist und Schriftsteller (* 1855)
- 11. Oktober: Steele Rudd, australischer Schriftsteller (* 1868)

- 30. November: Fernando Pessoa, portugiesischer Dichter und Schriftsteller (* 1888)
- 07. Dezember: at-Tāhir al-Haddād, tunesischer Schriftsteller, Gelehrter and Reformer (* 1899)

- 08. Dezember: Charlotte Niese, deutsche Schriftstellerin (* 1854)
- 14. Dezember: Stanley G. Weinbaum, US-amerikanischer Science-Fiction-Schriftsteller (* 1902)
- 21. Dezember: Kurt Tucholsky, deutscher Journalist und Satiriker (* 1890)
- 25. Dezember: Paul Bourget, französischer Schriftsteller (* 1852)

- Martiniano Leguizamón, argentinischer Schriftsteller (* 1853)